# Алертсхаузен (Верхняя мельница)
Верхняя мельница (нем. Obere Mühle) — исчезнувшая мельница и хутор, располагавшиеся в поселении Алертсхаузен на территории современного города Бад-Берлебург в районе Зиген-Витгенштейн в земле Северный Рейн-Вестфалия, Германия.

## Географическое положение
Мельница располагалась к северу от центра деревни, на шоссе L 877 в сторону Диденсхаузена, на месте современного комплекса зданий 8-8а. Приводная система питалась от реки Эльзофф.

## История
Первое документальное упоминание о мельнице в Алертсхаузене относится к документу из Берлебургского архива от 1 мая 1415 года. Некий Экель Мольн (мельник) из Алертсхаузена (Алдирсхусин) дает клятву графу Берлебургскому не покидать данную землю и платить ему налоги. Нельзя точно сказать, была ли это Верхняя мельница. Точная последовательность владельцев  мельницы неизвестна примерно до 1680 года. Людвиг Мишель — новый мельник в Алертсхаузене. В выписке из реестра пастора Георгиуса Менгелля (из прихода поселения Эльзофф) находится общую запись от 20 октября 1641 года, в которой перечислены церковные вотчины в Альтерсхаузене. В этом историческом документе описан мельничный отвод воды от Эльзоффа.
Мельница использовалась по своему прямому назначению — помолу зерна. Она неоднократно перестраивалась и модернизировалась. Её функйионирование продолжалось до 1960-х годов. После этого здание было разрушено, а техника удалена.